# Kitakata
Kitakata è una città giapponese della prefettura di Fukushima.

## Cucina Kitakatana
- ramen di Kitakata (喜多方ラーメン?)
- Yamato soba (山都そば?)

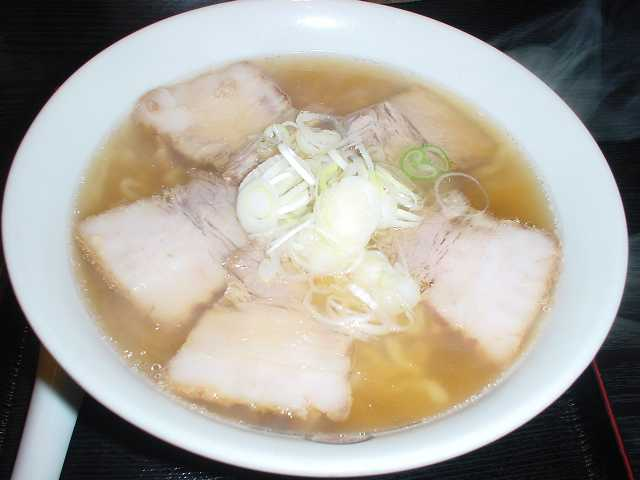
ramen di Kitakata

## Infrastrutture e trasporti

### Treno
- Linea Ban'etsu occidentale (磐越西線?), da Kōriyama a Niigata

### Strada
- Ban-etsu Expressway (磐越自動車道?), Iwaki a Niigata
- Route 121, da Yonezawa, Yamagata a Mashiko, Tochigi
- Route 459, da Niigata a Namie